# Симфония № 4 (Мендельсон)
Симфо́ния № 4 ля мажор — сочинение немецкого композитора Феликса Мендельсона, законченное в 1833 году и тогда же впервые исполненное под управлением автора.

## Музыка
Финал (Presto, ля минор) назван композитором Saltarello (итальянский быстрый танец с прыжками). Помимо основной темы сальтареллы используется также тема неаполитанской тарантеллы — обе темы возможно подлинные (народные). Не прибегая к образным, ритмическим или ладовым контрастам (все темы минорны), он держит слушателей в постоянном напряжении, заставляя зачарованно следить за увлекательно развертывающимся народным танцем. Образуется крупная сонатная форма с четырьмя темами в экспозиции, развернутой разработкой с широким использованием полифонии и репризой. Необычен тональный план симфонии в целом. Если, как правило, первая и последняя части пишутся в
одной тональности, либо, по образцу Пятой и Девятой Бетховена, минорную симфонию венчает
мажорный финал, то у Мендельсона части в мажоре и миноре чередуются равномерно, и даже
заключительный аккорд финала минорный. Это, однако, не окрашивает музыку ни в
драматические, ни в элегические тона: огненная сальтарелла вписывается в общую картину
радостной, беззаботной итальянской жизни.

## Состав исполнителей
Малый симфонический оркестр: струнные, 2 флейты, 2 гобоя, 2 кларнета, 2 фагота, 2 валторны, 2 трубы и литавры.